# ۱۱۲۱ (میلادی)
۱۱۲۱ (میلادی) هزار و صد و بیست و یکمین سال تقویم میلادی است.

## درگذشتگان
‎